# Meteoprog.ua
Meteoprog.ua — погодний сайт в Україні, заснований 2003 року. Належить компанії Open Media. Крім України, проєкт має сайти для Білорусі, Казахстану й Польщі, загалом регіональні сайти працюють у 40 країнах. Сайти відвідують 2,5 млн відвідувачів на місяць.

## Про проєкт
Проєкт створено 2003 року, він став одним із перших ресурсів з прогнозами погоди, містить дані погоду в 15 000 населених пунктах різних країн в режимі реального часу та 24 000 — в Україні.
Точний прогноз формується за моделлю прогнозу WRF (Weather Research and Forecasting), що використовується як у дослідженнях атмосфери, так і в високоточних прогнозах погоди. Система працює на потужному комп'ютерному кластері, що систематизує дані, зібрані з десятків тисяч метеостанцій по всьому світу. Модель заснована на спостереженнях та аналізі атмосферних умов.
WRF дозволяє проєкту створювати деталізацію сітки прогнозів у розмірах 27х27 км для рівнин та 9х9 км в горах та на узбережжях.
Розрахунок прогнозів створений у співпраці з Українським центром екологічних і водних проєктів, робота якого має світове визнання. Сервери компанії щогодини обробляють дані з десятків тисяч метеостанцій. Це дозволяє отримувати прогноз погоди для 170 країнах світу.
2011 року було створено погодні додатки для iPhone та Android. В квітні 2024 року в Google Play опубліковано нову версію погодного застосунку з прогнозами і рівнями забруднення повітря.

## Типи прогнозів
- температура;
- швидкість, напрям вітру;
- ймовірність, вид опадів;
- тиск;
- вологість;
- обмеження видимості;
- тривалість дня;
- магнітні бурі[11][12].